# Società Polisportiva del Littorio Alma Juventus Fano 1940-1941
Questa voce raccoglie le informazioni riguardanti la Società Polisportiva del Littorio Alma Juventus Fano nelle competizioni ufficiali della stagione 1940-1941.

## Rosa
| N. |                   | Ruolo | Calciatore          |
| -- | ----------------- | ----- | ------------------- |
|    | Italia (bandiera) | A     | Bruno Biagiotti     |
|    | Italia (bandiera) | C     | Pietro Cecchini     |
|    | Italia (bandiera) | D     | Volturno Diotallevi |
|    | Italia (bandiera) | P     | Marsino Di Tommaso  |
|    | Italia (bandiera) | C     | Giuseppe Ferrari    |
|    | Italia (bandiera) | D     | Enzo Giacomini      |
|    | Italia (bandiera) | C     | Odo Godoli          |
|    | Italia (bandiera) | D     | Renato Lodovici     |

| N. |                   | Ruolo | Calciatore        |
| -- | ----------------- | ----- | ----------------- |
|    | Italia (bandiera) | C     | Luigi Magni       |
|    | Italia (bandiera) | P     | Enzo Mei          |
|    | Italia (bandiera) | C     | Ferruccio Ortensi |
|    | Italia (bandiera) | D     | Marino Piersanti  |
|    | Italia (bandiera) | D     | Giuseppe Renna    |
|    | Italia (bandiera) | A     | Gualtiero Rossi   |
|    | Italia (bandiera) | A     | Antonio Santolini |
|    | Italia (bandiera) | D     | Dante Servadio    |